# Dystrykt Kasempa
Dystrykt Kasempa – dystrykt w środkowej Zambii w Prowincji Północno-Zachodniej. W 2000 roku liczył 51 904 mieszkańców (z czego 49,73% stanowili mężczyźni) i obejmował 9265 gospodarstw domowych. Siedzibą administracyjną dystryktu jest Kasempa.